# Sisterhood
Sisterhood es una película dramática macedonia de 2021 dirigida por Dina Duma. Fue seleccionada como la entrada macedonia a la Mejor Película Internacional en los 94.ª Premios de la Academia.

## Sinopsis
Las adolescentes Maya y Jana son inseparables y hacen todo juntas. La asertiva Jana suele tomar las decisiones y Maya la sigue. Jana intenta llevar a Maya por el mundo de la socialización adolescente, acercándose al grupo más popular de la escuela, motivadas por generar la atención del chico del que Maya gusta. Jana sabe que su amiga es tímida, y la ayuda a abrirse camino, pero no comprende el espíritu sensible de su amiga. Una noche en una fiesta, la incita a perder su virginidad con él, pero en el cuarto Maya no se atreve a nada, como tampoco se atreve a contarle a Jana la verdad. Esa misma noche, las dos atrapan a Elena, la chica más popular de la escuela, haciéndole sexo oral al chico del que Maya ha estado enamorada durante un tiempo, por lo que Jana los graba en video y Jana convence a Maya para que comparta el video, como venganza de haberle quitado la virginidad e irse con otra chica la misma noche, pero cuando circula por Internet, la vida de Elena se arruina, ya que el chico resulta un héroe por la hazaña y Elena es repudiada públicamente por toda la escuela. Un intenso enfrentamiento entre las tres chicas lleva a la desaparición de Elena y Maya, carcomida por la culpa, quiere contar lo sucedido. Pero Jana tiene algo más en mente, no está dispuesta a perder la vida que tanto le costó crear. Una historia para adultos sobre la ruptura de una amistad entre dos chicas adolescentes, que explora en detalle el fenómeno del bullying en las redes sociales, y los efectos catastróficos del machismo que lleva a enfrentar a estas tres chicas, en su lucha por sobresaltar.

## Reparto
- Antonija Belazelkoska como Maya
- Mia Giraud como Jana
- Marija Jancevska como Elena
- Hanis Bagashov como Kris